# Давид Суасо
О̀скар Давѝд Суа̀со Вела̀скес (на испански: Óscar David Suazo Velasquez) е бивш професионален футболист от Хондурас. От август 2011 г. играе в италианския Катания. Играе на поста централен нападател, понякога изтеглен леко назад. За националния отбор на своята страна има 54 мача и 16 гола към 24 февруари 2012 г.

## Клубна кариера

### Ранна кариера
Суасо е роден на 5 ноември, 1979 г. в Сан Педро Сула – вторият по големина град в Хондурас. Първите си стъпки като футболист прави с отбора на Олимпия Ресервас, а по-късно преминава в Лига Банкария. След участието си на Световното първенство по футбол за младежи през 1999 г., проведено в Нигерия, Суасо бива закупен от местния отбор Олимпия. Там той продължава да впечатлява с играта си за младежката формация, под ръководството на треньора Анхел Рамон Пас (Мон Пас) и така си извоюва титулярно място в прима отбора, преди да навърши 20 години.

### Каляри
Оскар Табарес, тогавашния треньор на италианския Каляри, бива впечатлен от представянията на Суасо и не се поколебава да го доведе отвъд Атлантика.
Суасо преминава в отбора на Каляри и Серия А през сезон 1999 – 2000 от Олимпия. През този първи сезон с новия отбор, той се появява на терена 13 пъти и отбелязва един гол. В края на сезона Каляри изпада в Серия Б, където и остава до сезон 2003 – 2004.
През тези четири години в Серия Б, Суасо изиграва 113 мача и отбелязва 40 гола за клуба. Неговите голмайсторски качества не остават незабелязани, като дори му донасят прозвището La Pantera (Пантерата). Опитът, който натрупва в Серия Б улеснява преминаването и адаптирането му към топ ешелона на Италия.
През сезон 2004 – 2005 в Серия А, Суасо отбелязва седем гола в 22 мача, по системата на отбора '4-3-3', в която той играе като резерва зад Джанфранко Дзола, Мауро Еспозито и Антонио Ланджела. Този голов актив обаче се оказва жизненоважен и спасява Каляри от ново изпадане, като също така поражда интерес към самия играч от страна на някои от топ клубовете в Европа. Специалист по контраатаките, през сезон 2005 – 2006, бързоногият нападател получава наградата на Серия А за Най-добър чуждестранен играч, като това отличие е споделено и с бразилския плеймейкър Кака. Същия този сезон, Суасо отбелязва 22 гола за Каляри, като подобрява предишния голов рекорд на отбора, държан дотогава от легендарния Луиджи Рива, който е намерил мрежата 21 пъти през сезон 1969 – 1970. В последните два сезона в Каляри, Суасо е капитан на отбора.

### Интер
На 13 юни, 2007 г., се появяват данни, че Суасо е сключил сделка на стойност €10 милиона, за преминаване в редиците на шампиона на Серия А Интер. Шест дни по-късно, обаче, градския съперник и Европейски шампион Милан, съобщават, че те са закупили хондурасеца за същата парична сума. Официалния статут на Суасо остава неясен, докато двата отбора се борят за него. По-късно е обявено, че Суасо е избрал за свой нов отбор Интер:
„Беше въпрос на уважение. Росонерите разбраха, че вече имах обещание към треньора Роберто Манчини, Марко Бранка и президента Масимо Морати.“. Според договора, подписан с Каляри, всъщност Суасо е бил свободен да премине в Интер, за сумата от £9.4.
Първият си гол за Интер, Суасо отбелязва срещу отбора на ФК Дженоа. По ирония на съдбата, когато от 1 януари 2010 е преотсътпен на ФК „Дженоа“ Суасо бележи първия си гол за Дженоа при дебюта си срещу вечния съперник на „Интер“ – „Милан“. Това се случва на 6 януари 2010 при победата на „Милан“ срещу ФК „Дженоа“ в Милано с 5 – 2, като втория гол за „Дженоа“ е дело на Суасо.